# جونكو نودا
جونكو نودا (野田順子 نودا جونكو) هي مؤدية أصوات يابانية ولدت في 29 يونيو 1971 في أوساكا.

## أدوارها في الأنمي

### مسلسلات أنمي تلفزيونية
- فايت/ستاي نايت - شيرو إميا (أيام الطفولة)
- فايت/زيرو - شيرو إميا
- بليتش - تاتسكي أريساوا
- لاف هينا - ميتسوني كونّو/كيتسوني
- هايبانه رينمه - ريكي
- غريت تيتشر أونيزوكا - ميابي أيزاوا
- شعلة ريكا - سايتشو
- أبطال الديجيتال الجزء الثاني - أزرق
- لاست إكسايل - ديو إيراكلير
- لاست إكسايل: فام ذات الأجنحة الفضية - ديو إيراكلير
- أوبان ستار ريسرز - مولي
- سول إيتر - ميرا نايغس
- ون بيس - تاشيجي، فرانكي (أيام الطفولة)
- إينوياشا - سويكيتشي
- قطاع التسوق السحري أبينوباشي - غين ياماموتو
- ميجامان محارب النت - ثلجاوي، مادي
- غوسيك - جولي غايل، أليكس
- فل ميتال بانيك؟ فوموفو - ماساتامي هيوغا
- لوست يونيفرس - ستان

### أوفا أنمي
- لاف هينا Again - ميتسوني كونّو/كيتسوني
- بليتش: ميموريز إن ذا راين - تاتسكي أريساوا

## أدوارها في ألعاب الفيديو
- تيلز أوف إيتيرنيا - تشات، سيلسيوس

## وصلات خارجية
- جونكو نودا على موقع IMDb (الإنجليزية)
- جونكو نودا على موقع ألو سيني (الفرنسية)
- جونكو نودا على موقع ميوزك برينز (الإنجليزية)
- جونكو نودا على موقع ديسكوغز (الإنجليزية)
- جونكو نودا على موقع قاعدة بيانات الفيلم (الإنجليزية)
- جونكو نودا على موقع كينوبويسك (الروسية)
- جونكو نودا على موقع ANN person (الإنجليزية)